# Eerste divisie (mannenhandbal) 2015/16
De eerste divisie is de op een na hoogste afdeling van het Nederlandse handbal bij de heren op landelijk niveau. In het seizoen 2015/2016 werd FIQAS/Aalsmeer 2 kampioen. FIQAS/Aalsmeer 2, APai/Aristos, Targos/Bevo HC 2 en 
Handbal Rotterdam promoveerden naar de eredivisie.
Voor het begin van het seizoen trok MHV '81 zich uit de competitie, hierdoor kwam er een extra plek vrij in de eerste divisie. De kampioenen van de tweede divisies van het afgelopen seizoen, FIQAS/Aalsmeer 2 en RHV Snelwiek, konden niet promoveren omdat al een team van dezelfde vereniging/samenwerkingsverband in de eerste divisie uitkwam. Hierdoor mocht de nummers twee van de tweede divisie A en B, JMS/Hurry Up 2 en Habo '95, promoveren naar de eerste divisie. De vrijgekomen plaats van MHV '81 werd initieel beslist door een wedstrijd tussen de nummers drie van de tweede divisie A en B, US en Swift 2000, echter trok US zich terug waardoor Swift 2000 kon promoveren.
Door de uitbreiding van de BENE-League Handball promoveerden er dit seizoen extra teams naar de eredivisie. 
Aan het einde van het seizoen trok Swift 2000 en JMS/Hurry-Up 2 zich uit de competitie, waardoor er geen degradaties naar de tweede divisie meer waren.

## Opzet
- De kampioen promoveert rechtstreeks naar de eredivisie (mits er niet al een hogere ploeg van dezelfde vereniging in de reguliere eredivisie speelt).
- De ploegen die als een-na-laatste (dertiende) en laatste (veertiende) eindigen degraderen rechtstreeks naar de tweede divisie.
- Het seizoen wordt onderverdeeld in vier perioden van respectievelijk 6, 7, 7 en 6 wedstrijden. De ploeg die in een periode de meeste punten behaalt, is periodewinnaar en verkrijgt het recht om deel te nemen aan de zogenaamde nacompetitie. Indien de uiteindelijke kampioen, een ploeg die niet mag promoveren, of een degradant een periode wint, wordt het recht tot deelname aan de nacompetitie overgedragen aan het hoogst geklasseerde team in de eindrangschikking dat nog niet aan de nacompetitie deelneemt. In de nacompetitie spelen deze vier ploegen uit de eerste divisie tegen elkaar, de nummers een, twee en drie uit deze nacompetitie promoveren naar de eredivisie, de nummer vier uit deze nacompetitie speelt een tweetal wedstrijden tegen de nummer zes van de degradatiepoule van de eredivisie om één plaats in de eredivisie.

Er promoveren dus zeker drie ploegen, en mogelijk een vierde ploeg via de nacompetitie.

## Teams
| Ploeg               | Plaats     | Provincie     | Trainer(s)                |                         |
| ------------------- | ---------- | ------------- | ------------------------- | ----------------------- |
| FIQAS/Aalsmeer 2    | Aalsmeer   | Noord-Holland | Jeffrey Groeneveld        | De Bloemhof             |
| AHV Achilles        | Apeldoorn  | Gelderland    | Sander Barents            | Matenpark               |
| APai/Aristos        | Amsterdam  | Noord-Holland | Serge ter Horst           | Aristoshal              |
| Targos Bevo HC 2    | Panningen  | Limburg       | Jeroen Baats              | De Heuf                 |
| DIOS                | Den Hoorn  | Zuid-Holland  | Arjan Koster              | Ballonhal               |
| Habo '95            | Boekel     | Noord-Brabant | Damir Josipovic           | De Burcht               |
| HARO                | Rotterdam  | Zuid-Holland  | Piotr Konitz              | Albeda College          |
| Havas               | Almere     | Flevoland     | Marcel Post               | Sporthal Indische Buurt |
| JMS/Hurry Up 2      | Zwartemeer | Drenthe       | Martin de Hoop            | De Eendracht            |
| Koornneef/Quintus 2 | Kwintsheul | Zuid-Holland  | Rob Vis                   | Eekhout Hal             |
| Sittardia           | Sittard    | Limburg       | M. Janssen / G. Stavast   | Stadssporthal           |
| Swift 2000          | Roermond   | Limburg       | Eric Eussen               | Jo Gerrishallen         |
| KRAS/Volendam 2     | Volendam   | Noord-Holland | A. Mahmutefendic / R. Tol | Opperdam                |
| WHC                 | Den Haag   | Zuid-Holland  | Bart de Koning            | Loosduinen              |

## Reguliere competitie

### Stand
| Pos | Club                | Wed | W  | G | V  | Ptn | DV  | DT  | +/−  | Opmerking                                                       |
| --- | ------------------- | --- | -- | - | -- | --- | --- | --- | ---- | --------------------------------------------------------------- |
| 1   | FIQAS/Aalsmeer 2    | 26  | 20 | 3 | 3  | 43  | 804 | 652 | +162 | Rechtstreekse promotie naar eredivisie                          |
| 2   | HARO                | 26  | 20 | 1 | 5  | 41  | 704 | 600 | +104 | (Vervangende) periodekampioen; gekwalificeerd voor nacompetitie |
| 3   | Targos Bevo HC 2    | 26  | 17 | 1 | 8  | 35  | 702 | 637 | +65  | (Vervangende) periodekampioen; gekwalificeerd voor nacompetitie |
| 4   | WHC                 | 26  | 15 | 1 | 10 | 31  | 663 | 639 | +24  | (Vervangende) periodekampioen; gekwalificeerd voor nacompetitie |
| 5   | Koornneef/Quintus 2 | 26  | 15 | 2 | 9  | 30  | 667 | 663 | +4   |                                                                 |
| 6   | APai/Aristos        | 26  | 14 | 2 | 10 | 30  | 682 | 642 | +40  | (Vervangende) periodekampioen; gekwalificeerd voor nacompetitie |
| 7   | JMS/Hurry Up 2      | 26  | 15 | 0 | 11 | 30  | 683 | 663 | +20  |                                                                 |
| 8   | DIOS                | 26  | 11 | 4 | 11 | 26  | 588 | 595 | −7   |                                                                 |
| 9   | Sittardia           | 26  | 10 | 1 | 15 | 21  | 663 | 682 | −19  |                                                                 |
| 10  | KRAS/Volendam 2     | 26  | 8  | 3 | 15 | 19  | 711 | 746 | −35  |                                                                 |
| 11  | Habo '95            | 26  | 6  | 3 | 17 | 15  | 665 | 715 | −50  |                                                                 |
| 12  | Havas               | 26  | 7  | 1 | 18 | 15  | 688 | 739 | −51  |                                                                 |
| 13  | Swift 2000          | 26  | 5  | 4 | 17 | 14  | 681 | 788 | −107 |                                                                 |
| 14  | AHV Achilles        | 26  | 6  | 0 | 20 | 12  | 581 | 721 | −140 |                                                                 |

1. ↑  Koornneef/Quintus 2 heeft 2 punten in mindering gekregen

### Periodekampioenen
- 1ste periode: FIQAS/Aalsmeer 2 (vervangen door APai/Aristos);
- 2de periode: HARO;
- 3de periode: WHC;
- 4de periode: Targos/Bevo HC 2;

## Nacompetitie
| Pos | Club             | Wed | Opmerking                                                 |
| --- | ---------------- | --- | --------------------------------------------------------- |
| 1   | Targos Bevo HC 2 | 6   | Promotie naar eredivisie                                  |
| 2   | HARO             | 6   | Promotie naar eredivisie                                  |
| 3   | APai/Aristos     | 6   | Promotie naar eredivisie                                  |
| 4   | WHC              | 6   | Promotiewedstrijden tegen de nummer elf van de eredivisie |